# ビンキー
ビンキー (1975年 - 1995年7月20日) はアラスカ州アンカレッジのアラスカ動物園で飼育されていたホッキョクグマの個体。北西アラスカの掘削工デイヴィッド・バーグスラッド (英：David Bergsrud) がチュクチ海近くのボーフォート岬で発見したが、親のいない孤児だった。ビンキーのいた地域はアラスカの外部の人々からはノーススロープとして知られている場所だった。ビンキーの発見後すぐにアラスカ州漁業狩猟省へ連絡があり、アメリカ合衆国本土で引き取り手となる動物園を探すよう手配された。当時アンカレッジにあった動物園はまだ小規模であり、ある女性が入手したゾウ1頭に他の動物が数匹いるだけだった。ホッキョクグマの仔が発見されたことが広まると、人々はアラスカ外へビンキーを送り出すのを止めさせる方法を探し始めた。アラスカこども動物園にビンキーの飼育場所を作るために資金を提供してくれるスポンサーを探すには時間が必要だった。そこで、アラスカ州漁業狩猟省の職員はノーススロープ内陸にあるいくつかの村にビンキーを空輸するという案を思いついた。これらの村では放課後だったので子供たち全員がビンキーを見に滑走路に来ることができた。この出来事は主要ニュースとして受け取られた。最終的に、アンカレッジ動物園にビンキーを引き取る許可が下りたことで決着がついた。ビンキーはすぐに人気のアトラクションの1つになった。ビンキーは地元のヒーローになった。だが、1994年には別々の事件で2人の訪問客を襲ったことで世界的に報道された。1995年、ビンキーは寄生虫病の一種であるサルコシスチス症により死亡した。

## 生涯
1975年4月後半、ビンキーはアラスカ州のノーススロープ郡にあるボーフォート岬の近くで発見された。発見者は油田に勤める労働者であり、発見当時ビンキーに親はいなかった。彼の母親を探す努力は無駄だった。同年5月前半までにアラスカ州漁業狩猟省に連絡があり、漁業狩猟省は「南方48州」、すなわちアメリカ合衆国の大陸部の動物園から引き取り手を探す手配を始めた。当時アンカレッジに1箇所あった動物園は小規模で、ある女性が入手したゾウ1頭と他の動物が数匹いるだけだった。ホッキョクグマの仔が見つかったということが広まると、ノーム市付近の団体とアンカレッジの人々は漁業狩猟省にビンキーをアラスカに留めるよう請願した。すると、省はビンキーをアラスカ州外に送るのを止める方法を考案した。アラスカこども動物園にビンキーの飼育場所を作るための資金を提供してくれる「スポンサー」を見つけるには時間が必要だった。そこで漁業狩猟省の職員がビンキーをノーススロープ内陸の村のいくつかにビンキーを空輸するという案を思いついた。これらの村では放課後だったので子供たち皆がビンキーを見に滑走路に来ることができた。これらの出来事は主要ニュースとして受け止められた。最終的に、アンカレッジにある動物園がビンキーを引き取ることで決着がついた。
ビンキーはアラスカこども動物園（後にアラスカ動物園に改称）に引き取られた。この動物園で、ビンキーはすぐに特に人気のアトラクションの1つになった。1976年、担当の飼育員は、ビンキーはパフォーマーであり、夕方に訪問客が拍手をし笑って帰るときに吼えるのだとコメントした。
ビンキーは、ひとまず13フィート（約4メートル）×20フィート（約6メートル）の楕円形のケージに入れられた。しかし成長が早く、すぐに手狭になった.。新たなもっと広いケージの設置には15万ドルを要すると見積もられたが、その資金の目途は立たなかった。アラスカ動物園では、このままではビンキーはミルウォーキー動物園に移さざるを得なくなると危惧した。そこで、資金確保のための募金活動が始まった。多くの学校や企業からの協力が集まった。最終的に、市当局が動物園の敷地を10万ドルで買い上げることに決めたのが決定打になった。なお、土地は毎年2500ドルの55年分割払いで動物園に対してリース（買戻し契約）されることになった。ビンキーの新しいケージは1977年5月に公開された。この年、大手自動車販売業者カル・ワージントン社（Cal Worthington）のテレビコマーシャル「愛犬スポット」シリーズに登場した。
ビンキーが繁殖適齢期を迎えると、動物園ではメスのホッキョクグマを導入するため、オクラホマ州タルサにあるタルサ動物園から、メスのホッキョクグマ「ミミ」を購入した。しかし、いざ輸送の段階になったときに、ミミはタルサでウィルスに罹い、死んでしまった。1979年2月、若い双子のホッキョクグマのヌーカ（メス）とシーク（オス）がビンキーと一緒に飼育されることになった。しかしビンキーとシークは折り合いが悪く、シークは1981年にメキシコのモレリアにある動物園に譲渡された.。
成獣になったビンキーは、体重1,200ポンド（約540キログラム）に成長した。ビンキーは獰猛になり、1980年には動物園の係員の指を食いちぎっている。1983年に担当飼育員は次のように述べた。「ビンキーは頑固で自立心が強く、遊びが大好き。気分が乗らないときは、居場所から移動する途中で動かず座り込んでしまうわ。そうすると私が扉を閉められなくなることを知っているの。ビンキーはとても賢いのよ。」

### 人間を襲ったビンキー
1994年7月、29歳のオーストラリア人観光客キャスリン・ウォーバートン（Kathryn Warburton）が、ビンキーの写真を撮ろうと二重の安全柵を飛び越えて檻の近くまで侵入した。ビンキーは檻の格子の隙間から顔を出してキャサリンを捕まえた。キャスリンは足の骨を折ったほか、噛みつかれて傷を負った。別の観光客が一部始終を録画していた。ビンキーはキャスリンの靴を奪いとって離さず、3日後にようやく動物園の係員によって回収された。「アラスカ・スター」紙（Alaska Star）のカメラマン、ロブ・レイマン（Rob Layman）が、キャスリンの靴を咥えたビンキーの写真を撮り、その写真が事故を報じる様々な報道で利用された。キャスリンはもう一方の靴を鳥小屋に残したが、その鳥小屋は後に焼失した。
6週間後、ビンキーは別の事故に巻き込まれた。泥酔した地元の10代の若者たちが、クマのためのプールで泳ごうとして入り込んだのである。19歳の若者が脚に裂傷を負って入院する羽目になった。動物園側は、ビンキーが彼を襲ったのかどうかは確証がないとしたが、この一件のあとのビンキーの顔部には血がついていた。
これらの事件によって、ビンキーは世界的に報道されることになった。Tシャツやマグカップ、自動車用のステッカーなど、様々なビンキー・グッズが作られた。それらには例の靴の写真が印刷され、「こいつは逃げちゃったから、次の観光客を寄越してくれよ」("Send another tourist, this one got away") と添えられていた。ホッキョクグマの危険性についてもっと知らしめるべきだとの投書がいくつもよせられた。動物園の園長、サミー・シーウェル（Sammye Seawell）は、「アンカレッジ・デイリー・ニュース」（Anchorage Daily News）の中で、キャサリンの行動は規則に反しており、ビンキーの生命を危険にさらすことになったと非難した。当初、シーウェル園長は動物園の飼育方針は変えないと言っていたが、のちにビンキーの周囲の安全対策を強化し、客をもっと遠ざけることにした。
1995年、ビンキーと一緒に展示されていたヌーカ（Nuka）が、突然肉胞子虫という寄生虫にかかって具合が悪くなり、発症から1週間後の7月14日に肝硬変で死んだ。まもなく、ビンキーも同じ兆候をみせるようになった。7月20日の朝、ビンキーは痙攣を起こして死んだ。豪雨にもかかわらず、クマがいなくなった檻に花束を捧げる客もいた。ビンキーは動物園内に埋葬された。

### 注
1. ↑  このTVCMは、会社のオーナーであるカル・ワージントンと「彼の愛犬スポット」が紹介されるという筋書きのものだが、実際に登場する動物は「犬」ではなく、様々な動物というものだった。例をあげると、トラ、ゾウ、シャチ、ライオン、アヒル、ウシ、ヘビ、スカンク、チンパンジー、バッファロー、カバ、サイなど。詳細はen:Cal Worthington#"My Dog Spot" ads参照。